# Givira perfida
Givira perfida is een vlinder uit de familie van de Houtboorders (Cossidae). De wetenschappelijke naam van de soort is voor het eerst gepubliceerd in 1921 door William Schaus.
De soort komt voor in Guatemala.